# Clavus aglaia
Clavus aglaia é uma espécie de gastrópode do gênero Clavus, pertencente a família Drilliidae.